# Bandera de Cangas de Morrazo

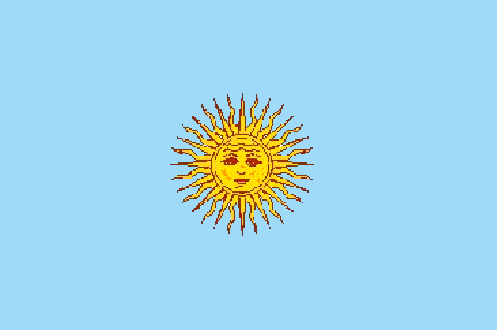
Bandera de Cangas de Morrazo.

La bandera de Cangas no es más que el color del campo del escudo y el sol heráldico cangués centrado sobre él. Tiene rango de oficialidad y ondea junto a las otras oficiales en el balcón de la casa consistorial. Además dicho sol, viejísimo símbolo de Cangas, se emplea como logotipo de varias entidades canguesas, sobre todo deportivas. La bandera que ondea en el ayuntamiento tiene desde hace unos años el fondo de color azul oscuro, lo cual no se corresponde exactamente con la verdadera bandera de Cangas, cuyo fondo es igual al del escudo: celeste.

## Descripción
En campo de cielo un sol radiante de oro.
- Datos: Q5718468